# Ундиано Мальенко, Альберто
Альбе́рто Ундиа́но Малье́нко (исп. Alberto Undiano Mallenco; род. 8 октября 1973, Памплона) — испанский футбольный арбитр. В свободное от судейства время работает социологом. Владеет испанским, английским и французским языками. В 26 лет стал самым молодым арбитром испанской премьер-лиги. Арбитр ФИФА, судит международные матчи с 2004 года. Один из арбитров розыгрыша финальной стадии Чемпионата мира 2010 в ЮАР. В среднем за игру показывает 4,13 жёлтой и 0,11 красной карточек, максимум — десять жёлтых и одна красная (Данные на июль 2010 года).

## Карьера
Последнюю игру в Испании для него стал матч «Реал» — «Бетис» 19 мая 2019 года. Последнюю международную игру провёл 9 июня 2019 года в финальном матче Лиги Наций, в котором играли Португалия и Нидерланды.